# مری آدم می‌کشد
مری آدم می‌کشد (انگلیسی: Mary Kills People) سریالی درام محصول شبکه تلویزیونی گلوبال به کارگردانی هالی دیل است که از سال ۲۰۱۷ منتشر شد.